# Mezzosopran
| Stimmlagen für Chorsänger | Stimmlagen für Chorsänger |
| Frauenstimmen             | Männerstimmen             |
| ------------------------- | ------------------------- |
| Sopran (S)                | Tenor (T)                 |
| Mezzosopran               | Bariton                   |
| Alt (A)                   | Bass (B)                  |

Als Mezzosopran (Plural die Mezzosoprane, in der Schweiz auch die Mezzosopräne; von italienisch mezzosoprano „Halbsopran“, französisch bas-dessus; abgeleitet von italienische mezzo, „mittel“) wird eine Stimmlage von Frauen oder Knaben bezeichnet, die zwischen Alt und Sopran liegt und sich gegenüber dem Sopran durch ein dunkleres Timbre sowie einen etwas tiefer liegenden Stimmumfang unterscheidet, der vom A2 (unter dem mittleren C) bis zum A5 reicht. Im Allgemeinen ist der Umfang der Mezzospranstimme vergleichsweise klein, wobei die Fülle der Töne in der Mittellage besonders charakteristisch ist.
So wie der Bariton in zweierlei sehr verschiedenen Timbres auftritt (als Tenor- und als Bassbariton), je nachdem, ob er der einen oder der anderen Stimmgattung näher steht, hat auch der Mezzosopran entweder Sopran- oder Alt-Timbre und sein Umfang dehnt sich entweder mehr nach der Höhe oder mehr nach der Tiefe hin aus.
Ein Sänger oder eine Sängerin dieser Stimmlage wird Mezzosopranist bzw. Mezzosopranistin oder einfach „Mezzosopran“ genannt.
Mezzos verkörpern meistens Nebenrollen in Opern, wobei Bizets Carmen zu den wenigen Ausnahmen zählt. Eine häufige Aufgabe für Mezzosopranistinnen sind so genannte Hosenrollen, also die Darstellung eines (meist jungen) Mannes (siehe nachfolgende Beispiele).
Typische Mezzosopran-Partien sind:
- Georges Bizet, Carmen – Titelrolle (Stimmfach: Lyrischer Mezzosopran)
- W. A. Mozart, Le nozze di Figaro – Cherubino (Lyrischer Mezzosopran)
- Giuseppe Verdi, Il trovatore – Azucena (Dramatischer Mezzosopran)
- Richard Strauss, Der Rosenkavalier – Octavian (Lyrischer Mezzosopran)
- Richard Strauss, Ariadne auf Naxos – Komponist (Lyrischer Mezzosopran)
- Engelbert Humperdinck, Hänsel und Gretel – Hänsel (Lyrischer Mezzosopran)
- Giuseppe Verdi, Aida – Amneris (Dramatischer Mezzosopran)

Eine Anzahl bedeutender Mezzosopranistinnen ist auf der Liste von Sängerinnen und Sängern klassischer Musik aufgeführt.
Tonhöhen der menschlichen Stimmlagen